# Vitvingad sothöna
Vitvingad sothöna (Fulica leucoptera) är en fågel i familjen rallar inom ordningen tran- och rallfåglar.

## Utseende
Trots sitt namn är merparten av vingen svart men i flykten syns armpennornas vita spetsar som bildar en vit bakkant på vingen och vingundersidan ter sig ljus. 

## Utbredning och systematik
Fågeln förekommer i våtmarker och sjöar i södra sydamerika, från allra sydöstligaste Brasilien till östra Bolivia och södra Tierra del Fuego. Den behandlas som monotypisk, det vill säga att den inte delas in i några underarter.

## Status
Arten har ett stort utbredningsområde och beståndet anses vara stabilt. Internationella naturvårdsunionen IUCN listar den därför som livskraftig (LC).